# Friedel Beckmann
Friedel Beckmann (* 23. April 1901; † 1983 in Bochum) war eine deutsche Opernsängerin (Mezzosopran).

## Leben
Beckmann war eine Schülerin Clemens Pabelicks und Clemens Glettenbergs am Konservatorium in Bochum. Die Bühnentätigkeit begann 1927 in Münster mit dem 3. Knaben in Mozarts Zauberflöte. Im Jahr 1929 wurde sie durch Werner Ladwig, dem neuen dortigen Opernchef, nach Königsberg i. Pr. berufen, wo sie durch ihren ersten Auftritt als Cherubin in Figaros Hochzeit zum Publikumsliebling wurde.
Weitere große Rollen waren dort: Glucks Orpheus, die Mignon, die Azucena im Troubadour, die Jocaste in Oedipus Rex. Bereits während dieser Spielzeit schloss Saladin Schmitt einen Vertrag für Duisburg-Bochum ab, wo im Laufe einiger Jahre viele Rollen hinzukamen, so die Elisabeth im Tannhäuser, die Sieglinde in der Walküre, die Brangäne in Tristan und Isolde, die Tatjana in Eugen Onegin, die Martha in Tiefland, die Giulietta in Hoffmanns Erzählungen, die Anna Karenina in Hubays gleichnamiger Oper.
1935 heiratete sie den Musikwissenschaftler Herbert Gerigk.
Für den Film kamen Synchronisierungsaufgaben hinzu, beispielsweise 1940 für Gretl Theimer in der Opernkomödie Lauter Liebe unter der Regie von Heinz Rühmann.
Electrola schloss für die Schallplatte einen Alleinvertrag mit der Friedel Beckmann ab, unter dem bis Kriegsende zahlreiche Aufnahmen erschienen, obwohl die zunehmende Rohmaterialknappheit bald nur noch eine begrenzte Produktion zuließ. Den Rang der Stimme mag man daran erkennen, dass eine Reihe der besten Sänger jener musikalisch ebenso reichen wie anspruchsvollen Epoche die Partner bei Platteneinspielungen waren – zum Beispiel Marta Fuchs, Torsten Ralf, Helge Rosvaenge, Arno Schellenberg und Wilhelm Strienz.
Auf einen mehrjährigen Vertrag mit der Oper in Kiel folgte 1939 die Verpflichtung an das Deutsche Opernhaus in Berlin durch den Intendanten  Wilhelm Rode. In Kiel spielte Beckmann bei einer Gastspielserie von Georges Baklanoff in Boris Godunow die Rolle der Marina.
Im Leipziger Gewandhaus erfolgte 1941 – bereits während des Krieges – die erste Gesamtaufnahme von Bachs Matthäus-Passion mit den Thomanern unter Günther Ramin, mit Karl Erb als Evangelist, in der Beckmann die Alt-Partie sang. Wenig später wirkte sie dann noch in der letzten Aufführung mit, die in Leipzigs historischem Konzertsaal vor der totalen Zerstörung stattfand, in Bruckners Messe in f-Moll unter Ramins Leitung.
Gastspielreisen führten die Künstlerin, die zu jener Zeit ihr Liedrepertoire mit Michael Raucheisen musikalisch und mit Maria Ivogün stimmtechnisch durcharbeitete, mit einer Mozart-Tournee 1941 durch Bulgarien – von König Boris wurde sie hierfür mit einem Orden belohnt; eine Tournee durch Frankreich mit den Dresdner Philharmonikern unter Paul van Kempen fand den krönenden Abschluss im Trocadéro in Paris. Mit den Regensburger Domspatzen sang Beckmann in Bachs Hoher Messe unter Theobald Schrems in München im Odeon. Tourneen mit Georg Kulenkampff, mit Marta Linz und anderen gingen durch Holland, Belgien, Dänemark und von Skandinavien bis zur Pyrenäengrenze.
Nach Kriegsende konnte sich Friedel Beckmann erneut in Gastspielen an Opernhäusern und im Konzertsaal etablieren, vor allem aber in Liederabenden und in Oratorien, so mehrere Jahre in Köln bei Günter Wand in der Matthäus-Passion.